# Lijst van voorzitters van de Sameting
Dit is een lijst van voorzitters van de Sameting van Zweden, het parlement voor de Sami.  
| Naam                | Politieke partij                       | Start termijn | Einde termijn |
| ------------------- | -------------------------------------- | ------------- | ------------- |
| Lars Jon Allas      | Renägarförbundet                       | 1993          | 1997          |
| Lars Wilhelm Svonni | Samerna                                | 1997          | 2001          |
| Olov Sikku          | Min Geaidnu                            | 2001          | 2005          |
| Sylvia Simma        | Sámiid Riikkabellodat                  | 2005          | 2009          |
| Stefan Mikaelsson   | Skogssamerna/Vuovdega                  | 2009          | 2017          |
| Paulus Kuoljok      | Samelandspartiet/Sámiid Riikkabellodat | 2017          |               |